# 타이포그래피 단위
타이포그래피 단위(typographic unit)는 타이포그래피나 조판에 사용되는 측정 단위이다. 전통적인 타이포메트리 단위는 인쇄 초기에 확립되었기 때문에 친숙한 미터법 단위와 다르다. 현재 대부분의 인쇄는 디지털 방식이지만 이전 용어와 단위는 그대로 유지되었다.
이러한 단위는 모두 매우 작지만 인쇄 라인 전체에 걸쳐 빠르게 추가된다. 원래 한 단위 유형의 텍스트를 다른 단위 유형으로 재설정하는 등의 혼란으로 인해 단어가 한 줄에서 다음 줄로 이동하여 모든 종류의 조판 오류가 발생한다. 탁상출판이 대중화되기 전에는 활자 측정이라는 도구를 사용하여 측정했다.

## 같이 보기
- 포인트
- 엠 (타이포그래피)
- 타이포그래피